# سيردار أورتشين
سيردار أورتشين (بالتركية: Serdar Orçin)‏ هو ممثل تركي، ولد في 21 يناير 1976 ببايبورت في تركيا.

## وصلات خارجية
- سيردار أورتشين على موقع IMDb (الإنجليزية)
- سيردار أورتشين على موقع قاعدة بيانات الأفلام العربية
- سيردار أورتشين على موقع ألو سيني (الفرنسية)
- سيردار أورتشين على موقع أول موفي (الإنجليزية)
- سيردار أورتشين على موقع قاعدة بيانات الفيلم (الإنجليزية)
- سيردار أورتشين على موقع كينوبويسك (الروسية)